# Elymus kengii
Elymus kengii là một loài thực vật có hoa trong họ Hòa thảo. Loài này được (Tzvelev) D.F.Cui mô tả khoa học đầu tiên năm 1996.